# The Stray Gators
The Stray Gators est un groupe américain de rock des années 1970.
Le groupe est formé de Jack Nitzsche au piano, de Ben Keith (1937-2010) à la guitare, de Tim Drummond (1940-2015) à la basse et de Kenny Buttrey à la batterie,.
La formation est composée de musiciens de studio de Nashville rassemblés par Neil Young en 1972 pour enregistrer l'album Harvest.
Le groupe apparaît ensuite dans War Song single inédit de Neil Young et Graham Nash et dans la bande originale du film Journey Through The Past.
En 1973 The Stray Gators accompagnent Neil Young pour la tournée Time Fades Away. Durant la tournée Kenny Buttrey sera remplacé par Johnny Barbata à la batterie.

## Albums avec Neil Young
- 1972 : Harvest.
- 1972 : Journey Through the Past.
- 1973 : Tuscaloosa, piano et chant.